# Till Undrans land
Till Undrans land från 2000 är ett musikalbum med den svenska trubaduren Alf Hambe. Han framför några av sina visor tillsammans med körer från Västsverige.

## Låtlista
All text och musik är skriven av Alf Hambe.
1. Då fåglarna spelade – 4:29
2. Visa i Molom – 2:18
3. Vragavisa – 4:00
4. Vad viskar den vandrande vinden – 5:07
5. Mellan regn och sol – 4:06
6. Oktobervisa – 3:06
7. Gröne greven – 3:36
8. Kajsas udde – 2:46
9. Här är den vita staden – 1:16
10. Strandkväde – 4:09
11. Trädet – 2:30
12. Glöm-ström II – 7:14
13. Odysseus – 2:08
14. Himlasprång – 3:28
15. Glöm-ström I – 2:26
16. Ros i snö – 3:43
17. Blåaltaberg och Molomstrand – 4:14
18. Din vackraste visa – 4:30

## Arrangemang
- Martin Bagge (1, 2, 4, 5, 7–14, 16–18)
- Gunnar Eriksson (3)
- Jan-Ivar Blixt (6)
- Per Lenberg (15)

## Medverkande
- Alf Hambe – sång
- Martin Bagge – gitarr (3, 18), piano (12), dirigent (1–5, 7–14, 16–18)
- Jan-Ivar Blixt – dirigent (6, 15)
- Björn Almgren – altsax (5), sopransax (3)
- Sven Buller – oboe (10)
- Sara Eggelind – flöjt (2, 4)
- Anna Svensdotter – altflöjt (4)
- Fredrik Bergman – kontrabas (3, 5, 7, 17)
- Mats Grundberg – gitarr (14)
- Pär Eriksson – gitarr (3, 7)
- Anton Engblom-Nagy – gitarr (17, 18)
- Per Lenberg – gitarr (10)
- Lars Ohlsson – gitarr (1, 8, 10, 14)
- Erik Weissglas – gitarr (5, 7)
- Gunhild Carling – harpa (2, 16, 17)
- Petra Lundin – cello (2, 4)
- Lars Danielsson – kontrabas (1, 10, 14)
- Tobias Nilsson – orgel (16)
- Peter Lönnqvist – trummor, slagverk, barchimes (5, 7, 12, 17)
- Per Svenner – slagverk, plastflaska (12)
- Said Belhaj – didgeridoo (12)
- Christoffer Berg – tablas, glasflaska (12)
- Ellen Åberg – cabasa (14)
- Mölndals Vokalensemble (1, 6, 8, 10, 14, 15)
- Brunnsbo musikklasser (2, 7, 16, 17)
- Hvitfeldtska musikgymnasiets kammarkör (3–5, 11, 12, 18)
- Hvitfeldtska musikgymnasiets kör och orkester (7, 17)